# Рождённый бежать
«Рождённый бежать» (англ. Born to Run: A Hidden Tribe, Superathletes, and the Greatest Race the World Has Never Seen) — этнографический бестселлер 2009 года, написанный американским писателем и журналистом Кристофером Макдуглом. Продано более 3 миллионов экземпляров.

## Сюжет
В книге Макдугл рассказывает о жизни индейцев отшельнического племени тараумара, живущих в Медном Каньоне мексиканского штата Чиуауа. После того, как автор сам получил много беговых травм, он приходит в восторг от способностей тараумара с невероятной скоростью бегать сверхдлинные дистанции (свыше 100 миль). При этом они никогда не травмируются, как это происходит с типичными американскими бегунами. Книга обратила на себя внимание в спортивном мире, так как Макдугл описывает, как ему удалось избежать травм, копируя свой бег с тараумара. Он также заявляет, что современные беговые кроссовки с амортизацией являются главной причиной получения травм, апеллируя тем фактом, что бегуны тараумара носят сандалии с тонкой подошвой, и указывая на резкий скачок беговых травм, который совпадает с моментом появления современной обуви в 1972.
Параллельно своему исследованию индейцев тараумара Макдугл пытается найти ответ на вопрос, почему люди, уникальные по своей природе среди приматов, развили склонности к бегу на длинные дистанции. Он выдвигает гипотезу о беге на длинные дистанции, полагая, что человек вышел из лесов и перешел в саванны именно вследствие развития способности бегать на длинные дистанции, чтобы в буквальном смысле загонять добычу.
Благодаря наполненному событиями писательскому стилю книга находилась в списке бестселлеров по версии The New York Times на протяжении четырех месяцев. За богатый язык и описание в книге необычных персонажей Макдугл получил положительные отзывы критиков. Сюжет рассказывает не только про индейцев тараумара, но и о выдающихся американских бегунах, которые разделяют беговой дух тараумара ради получения удовольствия и духовного опыта. Однако, литературный критик Дэн Зак из газеты Washington Post раскритиковал книгу за то, что, по его мнению, было излишней попыткой казаться «очень умным и писать в стиле гонзо»

## Экранизация
За экранизацию книги взялась студия LD Entertainment, продюсеры Лоренцо Ди Бонавентура и Дэб Ньюмайер. В 2015 году было объявлено, что в нём будет сниматься Мэттью Макконахи, а сценарий напишет Мэттью Карнахан. В итоге фильм не пошёл в производство.